# Abbaye Saint-Pierre d'Airvault
L'abbaye Saint-Pierre est une ancienne abbaye située à Airvault, en France.

## Description
L'abbaye est en grande partie ruinée. L'élément le mieux conservé est l'ancienne abbatiale Saint-Pierre.

## Localisation
L'abbaye est située dans le département français des Deux-Sèvres, sur la commune d'Airvault.

## Historique
L'abbaye a d'abord été une collégiale de chanoines réguliers de Saint-Augustin, fondée vers 990 par Audéarde, épouse du vicomte Herbert Ier de Thouars. Les chanoines appliquant les règles de l'ordre de Saint-Augustin avec relâchement, l'évêque de Poitiers s'est décidé à envoyer un moine venu de l'abbaye augustinienne de Lesterps en Limousin pour la réformer, Pierre de Fonte Salubri (de Saine Fontaine) qui a été nommé le premier abbé d'Airvault en 1096, mort le 7 août 1110. Il a entrepris la construction de l'abbatiale. D'après la Chronique de Saint-Maixent, l'église a été consacrée en 1100 mais elle a subi ensuite des modifications et adjonctions.
Après la création du diocèse de Maillezais, en 1317, transféré en 1648 à La Rochelle, l'abbaye en dépend.

### Édifice
L'église est construite à la fin du XIIe siècle et sert initialement de collégiale. Le reste des bâtiments de l'abbaye est construit aux XIIe et XIIIe siècles.

### Abbés
Les personnalités suivantes ont été abbés d'Airvault :
- 1096-1110 : Pierre Ier de Sainte-Fontaine
- 1112-1132 : Gislebert
- 1132-1135 : Geoffroy
- 1135-1168 : Hugues Maret
- 1168-1176 : Guillaume Ier
- 1176-1188 : Philippe
- 1188-1192 : Matthieu
- 1192-1219 : Pierre II
- 1219-12?? : Jean Ier
- 12??-1255 : Jean II
- 1255-1284 : Vincent
- 1284-12?? : Jean III Dabin
- 12??-13?? : Jean IV Jamin
- 13??-13?? : Pierre III
- 13??-1343 : Pierre IV
- 1343-1362 : Pierre V
- 1362-13?? : Thibaud
- 13??-13?? : Acton
- 13??-1414 : Ramnulfe
- 1414-1449 : Pierre VI Léal
- 1449-1477 : Pierre VII
- 1477-1497 : Nicolas Ier Asse du Plessis-Asse
- 1497-1498 : François Ier de Liniers
- 1498-1499 : Hilaire Acton
- 1499-1500 : François II Brichard
- 1500-1516 : Simon Pidoux
- 1516-1516 : François III Tiercelin
- 1516-1534 : André Asse du Plessis-Asse
- 1534-1546 : Pierre VIII Rouillard
- 1546-1564 : Jacques d'Escoubleau de Sourdis
- 1564-15?? : Nicolas II Lermiger
- 15??-16?? : Henri Ier d'Escoubleau de Sourdis
- 16??-1628 : cardinal François IV d'Escoubleau de Sourdis
- 1628-1631 : Louis Gouffier de Caravas
- 1631-1645 : Henri II d'Escoubleau de Sourdis
- 1645-1677 : Michel Poncet de La Rivière
- 1677-1690 : Henri III de Pichard des Farges
- 1690-1723 : cardinal Guillaume II Dubois
- 1723-1759 : Aymard-Robert de Prie
- 1759-1786 : Edmond-Sébastien-Joseph de Stoupy
- 1786-1792 : Claude-Louis du Houx de Dombasles

Source : Dictionnaire d'histoire et de géographie ecclésiastique

## Protection
L'édifice et les terrains qui l'entourent ont fait l'objet de plusieurs protections au titre des monuments historiques :
- l'église abbatiale Saint-Pierre est classée en 1914 ;
- le terrain bordant l'église est classé en 1934 ; un autre terrain est inscrit la même année ;
- les restes de l'ancienne abbaye sont classés en 1987 ;
- les vestiges de l'ancienne enceinte abbatiale sont inscrits par arrêté du 30 septembre 2024.